# وثيقة السفر المصرية للاجئين الفلسطينين
وثيقة السفر المصرية للاجئين الفلسطينيين هي وثيقة تصدرها السلطات المصرية للفلسطينيين المقيمين في مصر، وكذلك لبعض الفلسطينيين في الخارج الذين لجؤوا إلى مصر بعد النكبة عام 1948 أو النكسة عام 1967. هذه الوثيقة ليست جواز سفر ولا تمنح الجنسية المصرية لحاملها، ولكنها تختلف عن جواز السفر العادي من حيث الصلاحيات والاعتراف الدولي

## الاعتراف الدولي والترتيب
الوثيقة لا ترتقي إلى مرتبة جواز السفر، إذ لا يعترف بها العديد من دول العالم، ويعاني حاملها من الكثير من العقبات خاصة في التنقل والسفر، فحتى مصر مُصدرة الوثيقة لا تسمح بدخول حملتها بدون التأشيرة التي ترفض في أغلب الأحيان إن لم يكن الفلسطيني من حامل الوثيقة مصري الأم او يملك إقامة غير منتهية في البلاد. حتى أن زواج فلسطيني بمصرية لا يعني بالضرورة موافقة السلطات على دخوله الأراضي المصرية. تسمح مصر للطلبة وبعض الحالات العلاجية بالدخول، إضافة إلى ذلك فإن معظم الدول العربية إن لم يكن جميعها تمنع حامل هذه الوثيقة من دخول أراضيها حتى لو على سبيل السياحة، إلا في حالات معينة وضمن إجراءات أمنية روتينية معقدة ، و لا يوجد مصدر رسمي يوضح ماهي الدول الذي بامكان حامل الجواز بدخولها

## تاريخ
في نكبة عام 1948، هُجِّر الفلسطينيون من قراهم ومدنهم، ونزحوا إلى المناطق المجاورة كـالأردن وسوريا ولبنان. آخرون، قُدّرت أعدادهم بحوالي 700 ألف لاجئ انتهى بهم المطاف من قراهم في أراضي الـ48 إلى مخيمات اللجوء في الضفَّة الغربيَّة وقطاع غزَّة.
في غزة تحديداً، وفي سبتمبر/أيلول 1948 أُنشِئت "حكومة عموم فلسطين" بموافقة من جامعة الدول العربية لتنظيم الإدارة المصريّة لأمور القطاع. أدارت هذه الحكومة شؤون غزة من الخارج، لكنّها لم تكن ذات دورٍ تنفيذيّ فعليّ. وقد كان من بين أنشطتها القليلة توزيع جوازات سفر على سكان القطاع تُسمّى "جوازات عموم فلسطين".1 لكن، على الرغم من أنّ جوازات "عموم فلسطين" أُصدِرت بموافقة جامعة الدول العربيّة، فإنّها حظيت باعتراف ستِ دولٍ عربيّة فقط، ولم يُسمَح للاجئ الفلسطينيّ الحامل لها التنقلُ بحريّة خارج قطاع غزّة.
استمرت حكومة عموم فلسطين بإصدار جوازات سفر لسكان القطاع حتى عام 1960، حين أصدر جمال عبد الناصر مرسوماً بحلّها، بدعوى فشلها في إحراز أيّ تقدّم في دعم القضية الفلسطينيّة. انتقل قطاع غزّة للإدارة المصريَّة المباشرة، واستُبدِلَت جوازات "عموم فلسطين" بوثائق مصريَّة للاجئين الفلسطينيّين.
جاءت النكسة لتزيدَ وضعَ اللاجئين في غزَّة تعقيداً، إذ أجرى الاحتلال الإسرائيليّ إحصاءً لسكان الضّفة والقطاع في أعقاب الحرب، ولم يسجّل فيه من كانوا خارج تلك المناطق قبيل احتلال عام 1967. منع ذلك أعداداً كبيرةً من الفلسطينيّين من العودة لأراضيهم آنذاك، ومن ضمنهم حملة الوثائق المصريّة الذين كانوا يعمل غالبهم في ذلك الوقت في دول الخليج العربيّ، وتحديداً الكويت والسعوديَّة. كما لم يُسجّل أولئك الذين كانوا يقيمون في الأراضي المصريّة عند احتلال القطاع.

## انواع الوثيقة
هناك نوعان من هذه الوثيقة؛
- الأول : يحمل في صفحاته أحد الحروف (أ، ب، د، هـ)

```
وهو يدّل على أنّ حامله من اللاجئين الفلسطينيين المقيمين في مصر، والذين في الغالب يُسمح لهم تجديد إقاماتهم في مصر والبقاء فيها.
```

- الثاني : من الوثائق يخلو من وجود أيّ حرفٍ عربيّ في صفحاتها

وهذه يحملها أولئك الذين حصلوا على الوثائق فقط لأغراض العبور من مصر باتجاه دولٍ أخرى. هذا النوع الثاني، وهم الغالبية اليوم، لا يُسمح لهم بدخول مصر إلا بتأشيرة زيارة ويمنع عليهم الإقامة فيها بشكل طبيعيّ.